# Tratado bizantino-veneziano de 1082

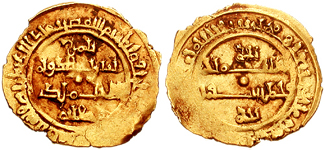
Tari de Roberto Guiscardo

O tratado bizantino-veneziano de 1082 foi um pacto de comércio e defesa entre o Império Bizantino e a República de Veneza, na forma de uma bula dourada emitida pelo imperador Aleixo I Comneno (r. 1081–1118). Nos anos anteriores ao tratado, o Império Bizantino estava sofrendo inúmeros reveses frente ao avanço normando na Itália, bem como na costa balcânica do Adriático, em grande parte devido a falência da marinha bizantina.
O tratado, que tinha por objetivo a aquisição da ajuda militar veneziana nas guerras contra os normandos, forneceu a República de Veneza grandes concessões comerciais, tendo grande impacto em ambos os Estados. Com ele, Veneza construiu seu império marítimo mediterrâneo às custas dos bizantinos, ao mesmo tempo que o Império Bizantino ficou economicamente debilitado, o que a longo prazo contribuiu para sua decadência e queda definitiva.

## Antecedentes
No início do século XI, as províncias bizantinas no sul da Itália enfrentaram os normandos, que chegaram à Itália. Durante o período de conflito entre Constantinopla e Roma que terminou com o Grande Cisma, os normandos começaram a avançar, lenta, mas firmemente, na Itália bizantina. Régio, a capital do tagma da Calábria, foi capturada em 1060 por Roberto Guiscardo, seguido por Otranto em 1068. Bari, a principal fortaleza bizantina na Apúlia, foi sitiada em agosto de 1068 e caiu em abril de 1071. No início do reinado do imperador Aleixo I Comneno (r. 1081–1118), o império enfrentou um ataque formidável dos normandos de Roberto Guiscardo e de seu filho, Boemundo de Tarento, que capturaram Dirráquio e Corfu, e sitiaram Lárissa na Tessália.
A República de Veneza ao longo de sua história manteve laços estreitos com o Império Bizantino, primeiro como província fronteiriça, e depois, conforme a autoridade bizantina esmoreceu no Ocidente, como parceira comercial. No último quartel do século XI, a marinha bizantina era uma sombra do que tinha sido no passado, tendo declinado por negligência, incompetência dos seus oficiais e falta de fundos. Em vista de tal situação calamitosa, Aleixo I Comneno foi forçado a pedir ajuda aos venezianos que na década de 1070 já tinham assegurado o seu controle no Adriático e na Dalmácia contra os Normandos.

## Proposições e consequências

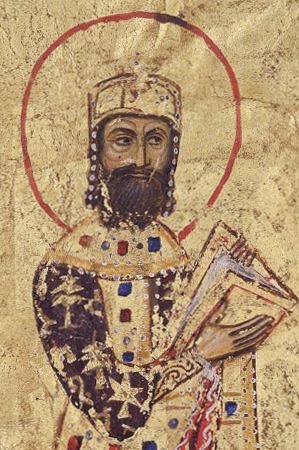
Iluminura de r.

Em vista de ajuda militar contra esta ameaça, o Império Bizantino, por meio de um bula dourada emitida por Aleixo I, fez um grande número de concessões comerciais à República de Veneza de Domenico Selvo. De acordo com o tratado, os bizantinos permitiam aos venezianos o direito de comércio através do império sem a imposição de taxas. A eles também foi permitido controlar os principais estabelecimentos portuários de Constantinopla, junto com o controle de vários ofícios público chave. O tratado também garantiu várias honras ao doge de Veneza, junto com uma renda. Finalmente, aos venezianos foi garantido o distrito (em grego: έμβολο; romaniz.: émbolo) deles na capital, com lojas, uma igreja e uma padaria.
A ajuda militar prometida pela República de Veneza nunca chegou realmente. Os venezianos não fizeram nada para parar os normandos, mas colheram grandes benefícios de suas novas vantagens. Mais adiante, durante o reinado do imperador João II Comneno (r. 1118–1143), filho e sucessor de Aleixo I, o Império Bizantino recusou-se a renovar o acordo comercial de 1082 com Veneza, o que provocou retaliações por parte dos venezianos, que sitiaram muitas ilhas do Egeu, forçando o imperador a reconsiderar.
Segundo o historiador Timothy E. Gregory, esta série de concessões foi o marco fundador do império marítimo de Veneza. A habilidade bizantina de recuperar-se após suas perdas foi significativamente reduzida, devido à imensa receita que deixou de receber ao permitir aos venezianos comercializar livremente sem a imposição de tributos. Isto sufocou o poder de recuperação do império e, em última análise, começou seu declínio terminal. Segundo o historiador John Birkenmeier:
| “ | A falta de uma marinha de Bizâncio [Império Bizantino] [...] significou que Veneza pôde extorquir regularmente privilégios econômicos, decidir se invasores como os normandos ou os cruzados entravam no império, e impedir quaisquer tentativas bizantinas para restringir as atividades comerciais ou navais venezianas. | ” |
|   | — John W. Birkenmeier. The Development of the Komnenian Army: 1081–1180. 2002.. |   |